# Хайнрих V (Бавария)
Вижте пояснителната страница за други личности с името Хайнрих V.
Хайнрих V (на немски: Heinrich I. von Luxemburg; * 960; † 27 февруари 1026) от Дом Люксембурги, е граф на Люксембург (като Хайнрих I) от 998 до 1026 г. и херцог на Бавария (като Хайнрих V) от 1004 до 1009 и отново от 1017 до 1026 г.

## Биография
Той е най-възрастният син на Зигфрид I от Люксембург († 998) и на Хадвига от Нордгау († сл. 993). Брат е на императрица Кунигунда Люксембургска († 1033), съпруга на император Хайнрих II († 1024).
Той е цял живот в тясна връзка с император Ото III, когото придружава до Венеция. Хайнрих получава от него управлението в големия Ардененгау още когато баща му е жив. От зет му император Хайнрих II получава на събрание в Регенсбург на 21 март 1004 г. Херцогство Бавария. Същата година той участва в похода против Болеслав I Храбри.
През 1008 г. Хайнрих въстава против зет си крал Хайнрих II и отива в Лотарингия. Той е свален като баварски херцог през края на април или началото на май 1009 г. на събранието в Регенсбург и отива отново в Лотарингия. През декември 1017 г., след помощта на ариепископите Хериберт от Кьолн и Попо от Трир, той получава в Бамберг отново Бавария. През пролетта или лятото 1018 г. сестра му, императицата, го придружава до Регенсбург, където го честват.
Хайнрих се застъпва след смъртта на император Хайнрих II заедно със сестра си и брат си Дитрих I (епископ на Мец) за избора на Салиеца Конрад II за немски крал.
Умира на 27 или 28 февруари 1026 г. и е погребан вероятно в манастира Остерхофен в Долна Бавария. Той е наричан също Хецило или Хецилинус.